# Mucrospirifer
Genre
Mucrospirifer est un genre éteint de brachiopodes marins rattaché à la famille des Mucrospiriferidae et à l'ordre des Spiriferida.
Le genre est présent dans le Dévonien des Amériques et d'Eurasie avec son acmé au Dévonien moyen, c'est-à-dire il y a environ 390 Ma (millions d'années).

## Description
C'est un Spiriferida de taille modeste de 2 cm en moyenne, pouvant atteindre 4 cm. La coquille biconvexe est costée (striée) et présente un sillon. Elle montre une très longue charnière qui donne à l'animal une forme d'aile ou de papillon leur conférant un aspect très esthétique (« brachiopodes ailés »). Au contraire de la plupart des brachiopodes, Mucrospirifer présente ainsi sa plus grande longueur le long de sa charnière et non perpendiculairement à celle-ci.
Mucrospirifer vivait dans un environnement marin boueux, fixé au fond de la mer par un pédoncule.

## Espèces

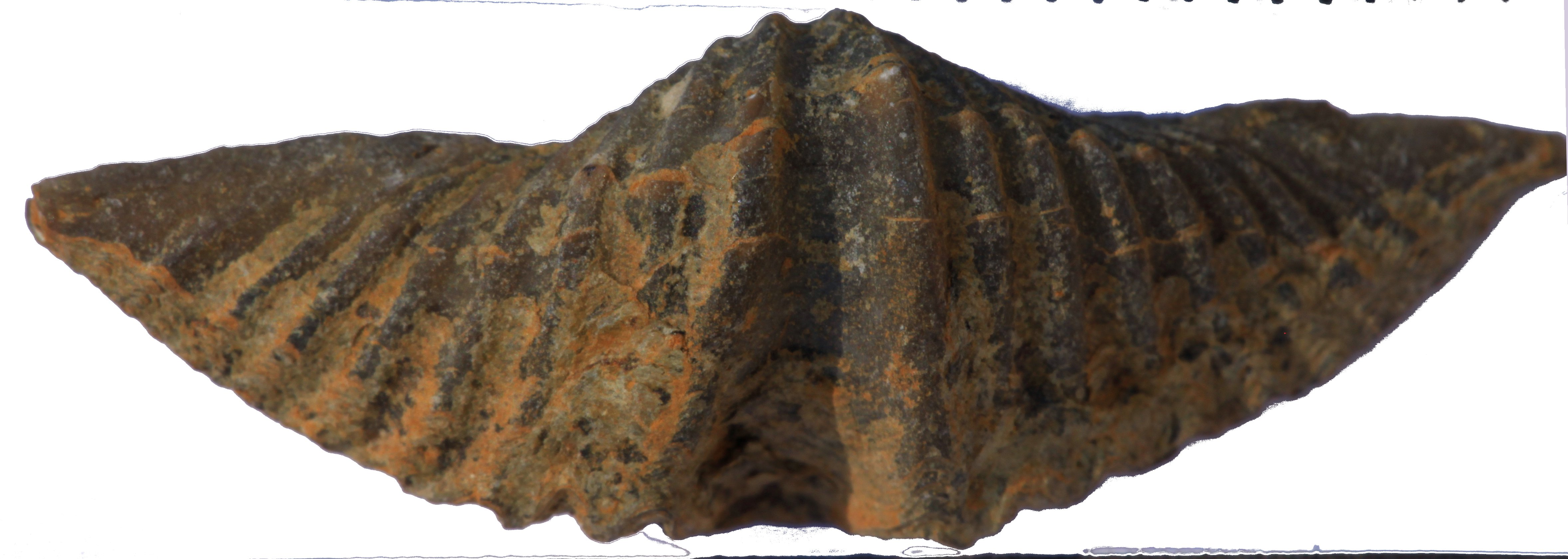
Mucrospirifer diluvianoides (Dévonien moyen de Pologne). Longueur selon l'axe de symétrie = 13 mm.

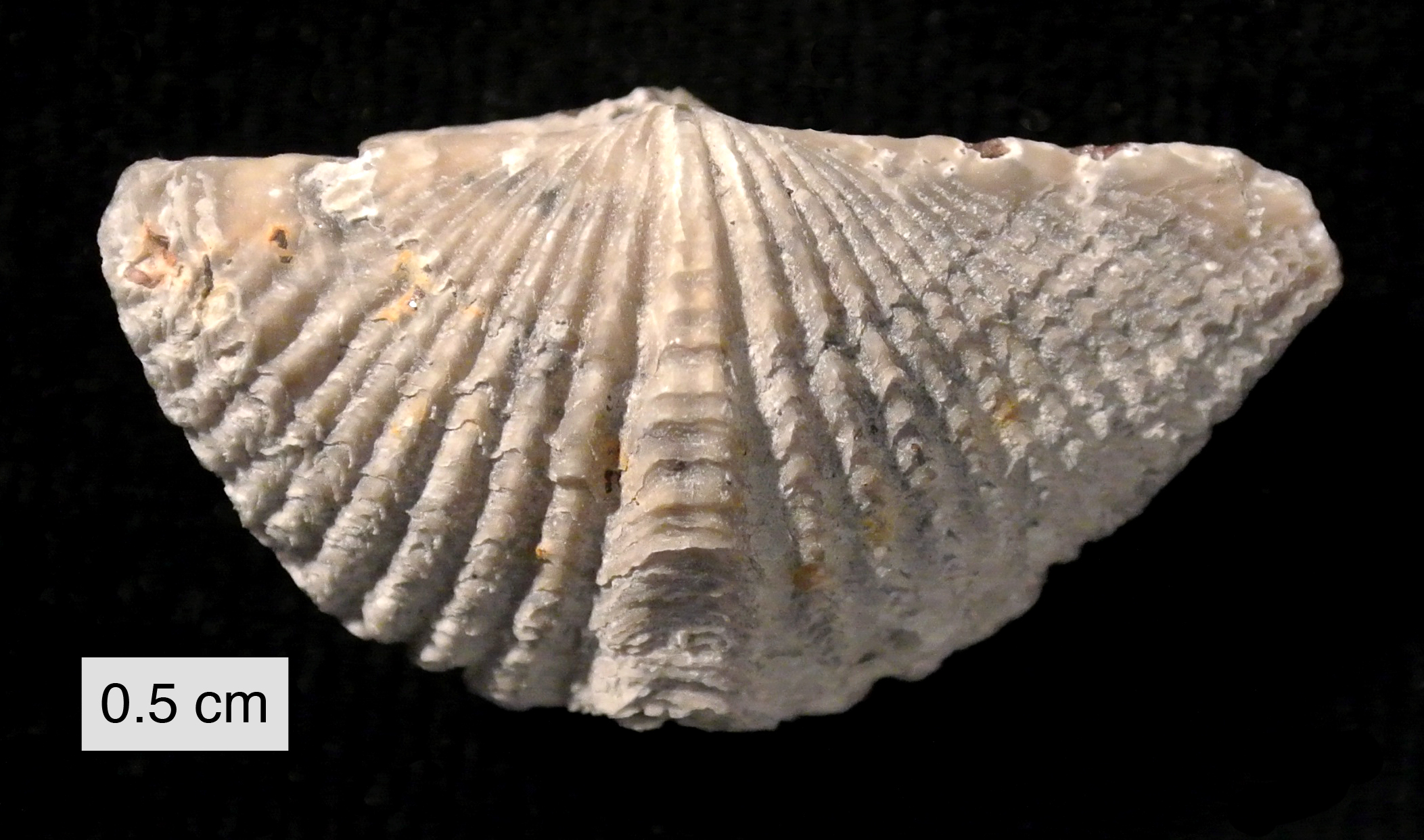
Mucrospirifer mucronatus (Conrad, 1841), Dévonien de l'Ohio.

- Mucrospirifer albanensis
- Mucrospirifer arkonensis
- Mucrospirifer bouchardi
- Mucrospirifer diluvianoides
- Mucrospirifer grabaui
- Mucrospirifer medfordsis
- Mucrospirifer mucronatus
- Mucrospirifer paradoxiformis
- Mucrospirifer profundus
- Mucrospirifer prolificus
- Mucrospirifer refugiensis
- Mucrospirifer thedfordensis
- Mucrospirifer williamsi